# Handschleifmaschine (Steinbearbeitung)
Eine Handschleifmaschine für Steinbearbeitung ist eine elektrische oder druckluftbetriebene Handmaschine mit meist rotierender runder Schleifscheibe. 
Seltener werden Maschinen mit rechteckigen Schleifflächen benutzt.
Vom Prinzip her ist die Handschleifmaschine ein 
Winkelschleifer mit niedriger Drehzahl (Langsamläufer). Die Höchstdrehzahl liegt oft bei 5000 Umdrehungen pro Minute und ist nicht selten auch regelbar, damit verschiedene Schleifwerkzeuge eingesetzt werden können. Speziell bei der Steinbearbeitung kommen Schleifmaschinen mit regelbarer Wasserzuführung zum Einsatz. Das Wasser dient dabei sowohl als Kühlmittel für das Schleifwerkzeug und das Werkstück als auch der Bindung und dem Abtransport von Schleifstaub.

## Werkzeuge
Je nach Bedarf kommen verschiedene Werkzeuge zur Anwendung:
- Diamantschleifscheiben zum Schleifen und Begradigen von Flächen von Beton, Estrich, oder Naturstein.
- Schruppscheiben zum Bearbeiten von Metall und Stein (z. B. Schweißnähte säubern / Kanten brechen).
- Fächerschleifscheiben zum Glattschleifen von Oberflächen auf eine geringe Rautiefe,
- Gummischleifteller z. B. zum groben Entrosten von Metall oder Entfernen dicker Lackschichten, aber auch zum Schleifen und Polieren von Oberflächen.
- Topfbürsten z. B. zum Entrosten oder speziell zum Bürsten von rauen Naturstein-Oberflächen,
- Poliertellerscheiben zum Polieren von Lackflächen mittels Pasten.

## Arbeitssicherheit
Beim Arbeiten mit Handschleifmaschinen entsteht wie bei allen Schleifvorgängen Abrieb in Form von Staub. Wird er nicht durch die Zuführung von Wasser gebunden oder abgesaugt, so ist das Tragen von Staubmasken unerlässlich.
Weiterhin sollte man stets Schutzbrille, schwer entflammbare Baumwollkleidung und, aufgrund des hohen Lärmpegels, einen Gehörschutz tragen, wenn man mit Handschleifmaschinen arbeitet.
Das Tragen von Handschuhen sollte auf jeden Fall vermieden werden, da sich Handschuhe in rotierenden Teilen verfangen und schwere Verletzungen, bis hin zum Abreißen von Gliedmaßen, verursachen könnten.
Elektrische Handschleifmaschinen mit Wasserzuführung müssen mit einem Trenntrafo zwischen Geräteanschluss und Steckdose betrieben werden.